# Flammeovirga arenaria
Flammeovirga arenaria ist ein Bakterium.

## Merkmale
Die Zellen von Flammeovirga arenaria sind stäbchenförmig, die Größe liegt zwischen 0,5 µm und 0,9 µm in Breite und zwischen 2 µm und 40 µm oder auch mehr in Länge. Sie sind nicht begeißelt, die Bewegung erfolgt gleitend (gliding motility). Die Farbe der Kolonien ist orange.

## Wachstum und Stoffwechsel
Flammeovirga arenaria ist chemo-organotroph. Die Arten sind aerob. Der Stoffwechsel ist die Atmung mit Sauerstoff als terminalen Elektronenakzeptor. Wachstum erfolgt bei einem Natriumchlorid-Gehalt zwischen 1 und 5 %. Die optimale Wachstumstemperatur liegt bei 25 C°. Sporen werden nicht gebildet. Saproxanthin ist das hauptsächliche Carotinoid.
Das dominante Menachinon ist MK-7. Der GC-Gehalt in der DNA liegt bei 31,8 Mol-Prozent. Der Typstamm von Flammeovirga arenaria wurde aus Meeressand bei Mexiko isoliert.

## Systematik
Flammeovirga arenaria wurde zuerst im Jahr 1969 beschrieben und zuerst Microscilla arenaria genannt. Im Jahr 2006 wurde die Art zu der Gattung Flammeovirga transferiert. Die Typusart der Gattung ist Flammeovirga aprica.
Die Gattung zählt zu der Familie Flammeovirgaceae in der Ordnung Cytophagales.

## Etymologie
Der Gattungsname Flammeovirga ist abgeleitet von dem lateinischen Adjektiv flammeus (feuerfarben) und dem lateinischen Wort virga (Stäbchen). Der Name bezieht sich auf die orange bis rötlich-orange Farbe der Kolonien dieser stäbchenförmigen Bakterien. Der Artname F. arenaria beruht auf dem lateinischen Adjektiv arenaria, welches so viel wie „von Sand oder zu Sand gehörend“ bedeutet und bezieht sich auf den Fundort der Art.